# Adolf Tortilowicz von Batocki-Friebe
Adolf Tortilowicz von Batocki-Friebe (né le 31 juillet 1868 au château de Bledau (de) près de Cranz, arrondissement de Königsberg et mort le 22 mai 1944 au manoir de Wosegau (de) près de Cranz) est un propriétaire terrien et homme politique allemand en Prusse-Orientale. En tant qu'avocat administratif, il est deux fois haut président et en 1916/17 président du bureau de nutrition de guerre. Après la guerre, il est considéré comme le "père de la patrie". Il est chevalier de l'Ordre de Saint-Jean et député de la chambre des seigneurs de Prusse à partir de 1910.

## Biographie
Tortilowicz von Batocki-Friebe est issu d'une famille originaire de la Lituanie prussienne et est le fils aîné d'Otto Tortilowicz von Batocki-Friebe (1835-1890), né sous le nom d'Otto Gerth, chambellan royal prussien et fidéicommis du château de Bledau, qui est élevé en 1857 à la noblesse prussienne, et sa femme Fanny née comtesse de Keyserlingk (1841-1919). Son plus jeune frère est Hugo Tortilowicz von Batocki-Friebe (de), administrateur de l'arrondissement de Tuchel.

### Études
Au Collège Fridericianum de Königsberg, Batocki obtient le meilleur Abitur depuis l'introduction de l'examen de fin d'études. Il entreprend alors des études de droit à l'Université rhénane Frédéric-Guillaume de Bonn. En 1886, il devient actif dans le Corps Borussia Bonn. En tant qu'inactif, il se rend à l'université de Strasbourg, puis à l'université de Königsberg, sa ville natale.

### Service civil
Après ses études, il entre dans le service judiciaire et administratif prussien. En 1889, il devient greffier à Falkenberg en Haute-Silésie, mais retourne rapidement à Königsberg, où il devient stagiaire du gouvernement en 1892 et assesseur du gouvernement en 1895. Il gère ensuite le château et le domaine de son père Bledau. De 1900 à 1907, il est administrateur (de) de l'arrondissement de Königsberg. En 1907, la chambre d'agriculture de Prusse-Orientale l'élit président (jusqu'en 1914). Il siège au Conseil agricole allemand (de), au Collège d'économie d'État et, à partir de 1909, à la Commission immédiate pour la réforme administrative.

### Première Guerre mondiale
En octobre 1914, il est nommé haut président de la Prusse-Orientale. Après la défaite de l'offensive russe sur la Prusse-Orientale en été 1914 par la 8e armée sous les ordres de Paul von Hindenburg, Batocki joue un rôle déterminant dans la reconstruction de la province. En raison de ses réalisations dans ce domaine, Batocki est proposé en 1916 par le chancelier Theobald von Bethmann Hollweg comme premier président (secrétaire d'État) du nouveau office du Reich à l'Alimentation. Son travail dans cette agence, qui dure jusqu'en août 1917, vaut à Batocki la réputation d'un dictateur alimentaire. Ses collaborateurs dans cette autorité comprennent, entre autres, le futur chancelier du Reich Wilhelm Cuno. Lorsqu'il entre dans la guerre de montagne de 1915-1918 (de) en tant que major dans la réserve en août 1917, Wilhelm von Waldow lui succède à la présidence de l'office du Reich à l'Alimentation. Jusqu'en janvier 1918, Batocki est gouverneur allemand d'Udine dans le Frioul-Vénétie Julienne. En janvier 1918, Batocki retourne à son ancien poste de président. Pour protester contre le traité de Versailles, il démissionne en juin 1919. Parmi les employés de Batocki se trouve le futur ministre de l'Intérieur du Reich Wilhelm von Gayl, qui dirige le département de la sécurité intérieure sous Batocki. À la mi-avril 1918, il devient conservateur de l'Université de Königsberg et membre de la Commission de socialisation (de).

### République de Weimar

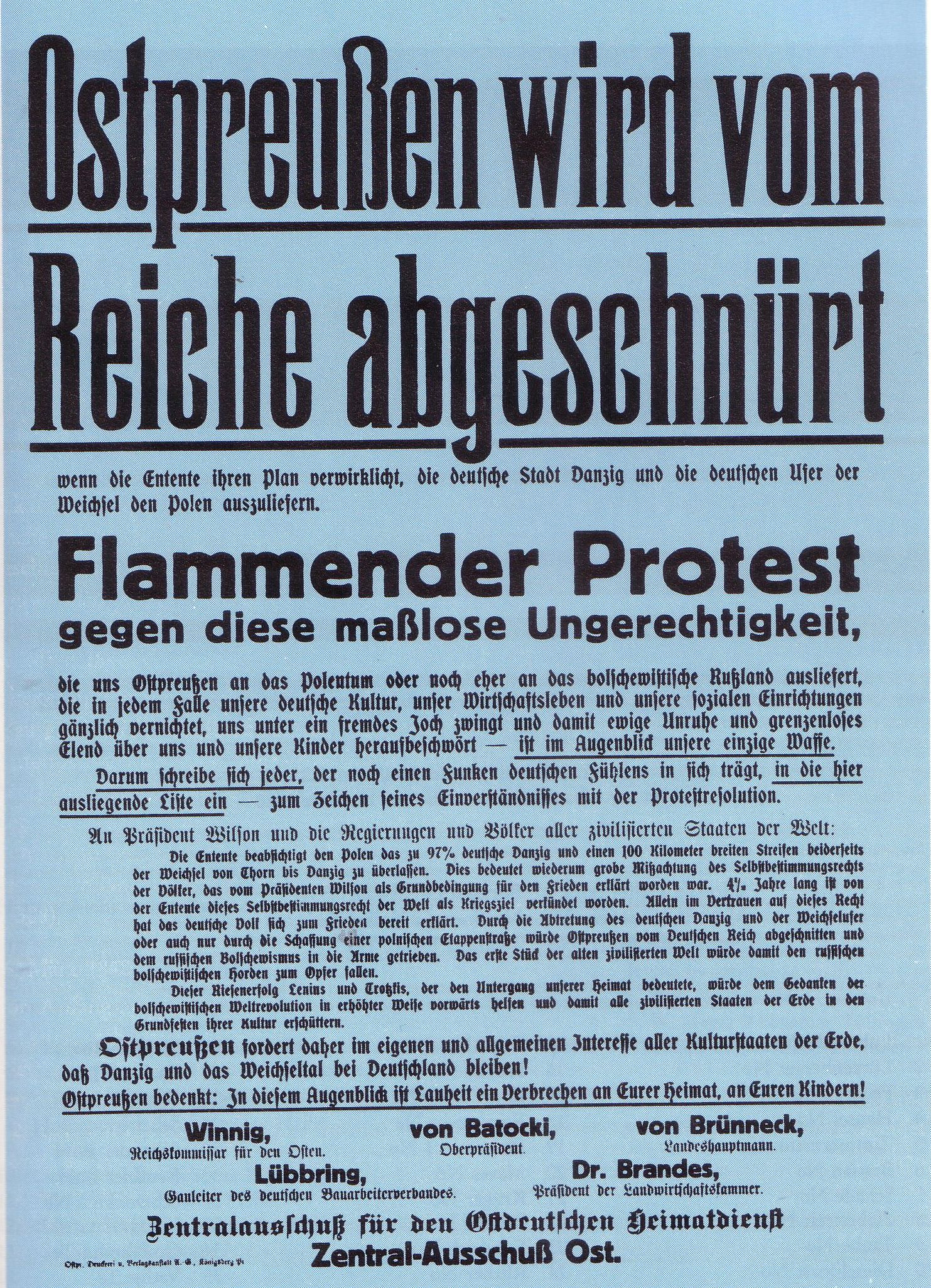
Dépliant : "La Prusse-Orientale est coupée par le Reich" (1919)

Après la révolution de novembre, en décembre 1918, il propose le plan d'État de l'Est (de). Selon ce plan, la Prusse-Occidentale, la Prusse-Orientale et le district de la Netze doivent être combinés en un État temporairement indépendant. À partir de la mi-1919, il gère son propre domaine et réalise des expériences agricoles. En 1919, il est élu au parlement provincial de Prusse-Orientale pour le DNVP. En 1921, il est commissaire du Reich pour l'exécution des travaux de reconstruction dans les zones détruites. Il est également membre fondateur de l'Institut pour l'économie est-allemande et membre du conseil d'administration de la Deutsche Reichsbahn et de nombreux conseils de surveillance. En 1928, Batocki est nommé professeur honoraire de la faculté de philosophie de l'Université de Königsberg et de nouveau nommé conservateur de l'université. Dans les années 1920, il devient membre de la Ligue pour le renouveau des mœurs et de la responsabilité économiques. Avant l'élection présidentielle de 1932, Batocki prône publiquement la réélection de Paul von Hindenburg. Le secrétaire d'État de Hindenburg, Otto Meissner, déclare plus tard dans ses mémoires que Batocki, ainsi que d'autres grands agriculteurs tels que Elard von Oldenburg-Januschau et Hansjoachim von Rohr (de), ont utilisé les séjours de Hindenburg dans son domaine de Neudeck en Prusse-Orientale pour effectuer des visites privées à Hindenburg afin de contrer le politique agricole du gouvernement de Bruning. Ils contribuent de manière significative à la décision de Hindenburg de retirer la confiance de Heinrich Brüning en tant que chancelier et ainsi de renverser le gouvernement Brüning. Walter Görlitz, d'autre part, déclare que Batocki ne peut pas être impliqué dans une telle action car il n'est pas au manoir de Neudeck en mai 1932. Marion von Dönhoff partage cette position. Herbert Hömig (de) contredit également l'affirmation de Meissner et décrit Batocki dans sa biographie de Brüning comme un partisan de la politique agricole de Brüning.

### Bledau
Batocki a hérité du domaine de Bledau de son père en 1890, qui comprend également les domaines de Wosegau (de), Nuskern (de) et Wiskiauten (de). Avant la Première Guerre mondiale, il met le château de Bledau à la disposition des étudiants de l'Université de Königsberg qui ne peuvent pas se permettre un logement privé. Il déménage lui-même avec sa famille dans une petite maison à proximité de Wosegau. Bledau brûle deux fois à l'époque de Batocki et est reconstruit dans un style néo-baroque en 1921 par l'architecte Friedrich Franz comte von Hochberg (1875-1954) en son nom. Le château est préservé et sert d'école et d'internat pour les enfants sourds dans l'actuelle Sosnowka.

### Famille
Batocki se marie le 4 mars 1898 au manoir de Kilgis (de) (arrondissement de Preußisch Eylau (de)) avec la comtesse Paula von Kalnein (née le 14 novembre 1871 à Strasbourg et morte le 2 février 1966 à Wiesbaden), fille du chambellan royal prussien et capitaine de cavalerie Karl comte von Kalnein, maréchal du royaume de Prusse et fidéicommis du manoir de Kilgis, et de sa femme Ada, née comtesse zu Eulenburg (de) de Liebenberg.
Le couple a quatre enfants :
- Otto (1899-1918), mort au combat en tant que lieutenant dans le 1er régiment à pied de la Garde
- Ada (né en 1900), propriétaire du domaine de Wosegau (de), mariée en 1926 avec Johannes-Hugo von Brandt, propriétaire du domaine de Pellen, mort en tant que capitaine en captivité soviétique
- Adolf (1903-1944), tmort au combat en tant que lieutenant, propriétaire du château de Bledau, marié en 1929 avec Christa von Restorff, fille de Horst von Restorff et de sa femme Herta née von der Osten de la branche de Jennewitz
- Friedrich-Wilhelm (1907-2000), propriétaire du domaine de Wiskiauten (de), avocat, membre du conseil d'administration de la société du livre généalogique, marié en 1936 avec Edith Jonas

## Honneurs
- Doctorat honorifique de l'Université de Königsberg
- Professeur honoraire à l'Université de Königsberg (1928)
- Citoyen d'honneur de l'Université de Königsberg
- Sénateur de l'Académie allemande (de)
- Croix de fer de 2e et 1re classe
- Croix du mérite militaire d'Autriche 3e classe
- Ordre Royal de la Couronne de Prusse 1re classe

## Publications
- Ostpreussens Vergangenheit, Gegenwart und Zukunft, 1915.
- mit Karl Thieß: Die Preisbildung im Kriege 1916.
- mit Paul Burg: Ostpreußen in Harren und Krieg, in Sturz und Sieg, 1916.
- mit Rudolf Johannes Gerschmann: Russisch als Pflichtfach an höheren Schulen der Ostprovinzen, 1918.
- Vom Kampfe um das Geschick Ostpreußens, 1919.
- Warenpreis und Geldwert im Kriege, 1919.
- Wie kann die innere Siedlung und Bodenausnutzung schnell und wirksam [...], 1919.
- Umstellung der Landwirtschaft, 1920.
- Ostpreussens wirtschaftliche Lage vor und nach dem Weltkriege, 1920.
- Schluss mit Kriegszwangswirtschaft! 1921.
- mit Werner Friedrich Bruck (de) und Heinrich von Friedberg: Staatsreferendar und Staatsassessor, 1927.
- Preussen, der Kern der deutschen Verfassungsfrage, 1928.
- mit Gerhard Schack: Bevölkerung und Wirtschaft in Ostpreussen, 1929.
- Bedeutung und Umfang der Meliorationen in Deutschland, 1931.
- mit Otto Heinemann (de) und Kurt Stüwe: Die Bedeutung landwirtschaftlicher Meliorationen in Ostpreußen im Rahmen eines allgemeinen Arbeitsbeschaffungs-Programms, Königsberg 1933. GoogleBooks